# Оцимен
Оцимен — суміш ациклічних монотерпенових вуглеводнів: 3,7-диметил-1,3,7-октатрієну (α-оцимен, формула I) і 3,7-диметил-1,3,6-октатрієну (β-оцимен, формула II).

## Властивості
Безбарвна рідина із запахом базиліку Ocimum basilicum.
Розчинний в етанолі та ефірних оліях, нерозчинний у воді та пропіленгліколі.
Стійкий за відсутності кисню, але на повітрі легко окислюється з утворенням жовтої смолистої маси. Під час нагрівання ізомеризується в алооцимен (2,6-диметил-2,4,6-октатрієн).
Оцимен при дії натрію у спирті відновлюється в дигідромірцен; дія на оцимен суміші сульфатної та оцтової кислот приводить до оцименолу.

## Знаходження в природі та отримання
Оцимен міститься в ефірній олії базиліку та деяких інших ефірних оліях, з яких його виділяють фракціюванням. Утворюється також під час піролізу α-пінену.

## Застосування
Оцимен використовують як компонент деяких парфумерних композицій.